# Martín Fiz
Martín Fiz (Vitoria-Gasteiz, 3 maart 1963) is een voormalige Spaanse langeafstandsloper, die gespecialiseerd was in de marathon. Tijdens zijn atletiekcarrière schreef hij negen marathons op zijn naam: WK (1995), EK (1994), marathon van Londen (1995), marathon van Rotterdam (1995), marathon van Helsinki (1983), marathon van Otsu (1997, 1999, 2000) en marathon van Kyong-Ju (1996). Hij nam tweemaal deel aan de Olympische Spelen.

## Loopbaan
Zijn grootste prestatie leverde Fiz in 1995 door wereldkampioen op de marathon te worden tijdens de wereldkampioenschappen in Göteborg. In 1994 won hij de marathon op de Europese kampioenschappen in Helsinki. Op de Olympische Spelen van 1996 werd hij op de marathon vierde. Een jaar later won hij de zilveren medaille op het WK in Athene, na zijn landgenoot Abel Antón.
Martín Fiz beëindigde zijn professionele atletiekloopbaan in 2001, nadat hij bij de millennium-marathon in Madrid met 2:17.11 op de elfde plaats was gefinisht.

## Titels
- Wereldkampioen marathon - 1995
- Europees kampioen marathon - 1994
- Spaans kampioen veldlopen - 1990, 1992
- Ibero-Amerikaans kampioen 3000 m steeplechase - 1988

## Persoonlijke records
Baan
| Onderdeel           | Prestatie | Datum        | Plaats    |
| ------------------- | --------- | ------------ | --------- |
| 1500 m              | 3.44,0    | 1988         |           |
| 3000 m              | 7.50,17   | 30 juli 1990 | Getxo     |
| 5000 m              | 13.20,01  | 17 juli 1991 | Rome      |
| 10.000 m            | 27.49,61  | 1 juli 1998  | Barakaldo |
| 3000 m steeplechase | 8.28,9    | 18 juni 1988 | Getxo     |

Weg
| Onderdeel      | Prestatie | Datum             | Plaats       |
| -------------- | --------- | ----------------- | ------------ |
| halve marathon | 1:01.08   | 29 september 1996 | Grevenmacher |
| marathon       | 2:08.05   | 2 maart 1997      | Otsu         |

## Prestaties

### 5000 m
- 1992:  Ibero-Amerikaanse kamp. - 13.57,99

### 3000 m steeplechase
- 1988:  Ibero-Amerikaanse kamp. - 9.05,21

### 15 km
- 1995: 12e Zevenheuvelenloop - 45.31

### halve marathon
- 1995:  halve marathon van Málaga - 1:02.14
- 1995:  halve marathon van Logroño - 1:02.59
- 1995: 26e Route du Vin - 1:04.33
- 1996:  halve marathon van Lissabon - 1:01.17
- 1996:  halve marathon van Logroño - 1:04.06
- 1996: 4e halve marathon van Azpeitia - 1:02.51
- 1996:  Route du Vin - 1:01.08
- 1997:  halve marathon van Azpeitia - 1:04.08
- 1997: 5e halve marathon van Logroño - 1:04.40
- 1998:  halve marathon van Granollers - 1:02.46
- 1998: 15e WK in Uster - 1:01.47
- 1998:  Great North Run - 1:03.30
- 1999: 5e halve marathon van Barcelona - 1:06.20
- 1999: 8e halve marathon van Logroño - 1:04.42
- 1999: 4e Route du Vin - 1:01.50
- 1999: 6e Great North Run - 1:03.00
- 2000: 10e halve marathon van Logroño - 1:07.24
- 2000: 41e halve marathon van Sapporo - 1:05.25
- 2000: 8e Great North Run - 1:03.12
- 2001: 9e halve marathon van Logroño - 1:07.19
- 2001: 10e Great North Run - 1:03.53
- 2002: 11e halve marathon van Azpetia - 1:06.26
- 2003:  halve marathon van Barcelona - 1:05.57
- 2004: 5e halve marathon van Córdoba - 1:19.08
- 2004:  halve marathon van Santa Cruz de Tenerife - 1:08.36
- 2004: 7e halve marathon van Alicante - 1:07.49
- 2005: 13e halve marathon van Azpeitia - 1:08.35
- 2006: 5e halve marathon van Puertollano - 1:14.01
- 2006: 4e halve marathon van Molina de Segura - 1:12.07
- 2007:  halve marathon van Pollenca - 1:09.06
- 2007: 4e halve marathon van Puertollano - 1:14.18
- 2015:  halve marathon van Santander - 1:11.13

### marathon
- 1993:  marathon van Helsinki - 2:12.47
- 1994: 12e Boston Marathon - 2:10.21
- 1994:  EK in Helsinki - 2:10.31
- 1995:  Londen Marathon - 2:08.57
- 1995:  marathon van Rotterdam - 2:08.57
- 1995:  WK in Goteborg - 2:11.41
- 1996:  marathon van Kyong-Ju - 2:08.25
- 1996: 4e OS in Atlanta - 2:13.20
- 1996: 7e New York City marathon - 2:12.31
- 1997:  marathon van Otsu - 2:08.05
- 1997:  WK in Athene - 2:13.21
- 1998:  marathon van Otsu - 2:09.33
- 1999:  marathon van Otsu - 2:08.50
- 1999: 8e WK in Sevilla - 2:16.17
- 1999: 9e New York City marathon - 2:12.03
- 2000:  marathon van Otsu - 2:08.14
- 2000: 6e OS in Sydney - 2:13.06
- 2001: 46e marathon van Otsu - 2:22.18
- 2001: 11e marathon van Madrid - 2:17.11
- 2002: 16e marathon van San Sebastián - 2:22.52
- 2003: 6e marathon van Vitoria - 2:21.50
- 2003: 41e New York City Marathon - 2:29.40
- 2005: 5e marathon van Vitoria - 2:23.18
- 2007:  marathon van Bilbao - 2:24.24
- 2008:  marathon van Vitoria - 2:28.07
- 2010: 80e New York City Marathon - 2:35.19
- 2011:  marathon van Málaga - 2:27.39
- 2012: 8e marathon van Castellón - 2:29.57

### veldlopen
- 1982: 16e WK junioren - 23.38,6
- 1983: 135e WK (lange afstand) - 39.38
- 1989: 62e WK (lange afstand) - 42.18
- 1990: 15e WK (lange afstand) - 35.02
- 1991: 20e WK (lange afstand) - 34.47
- 1992: 24e WK (lange afstand) - 37.56
- 1993: 14e WK (lange afstand) - 33.46
- 1995: 10e WK (lange afstand) - 34.50
- 1998:  EK landenklassement

1983 Robert de Castella ·
1987 Douglas Wakiihuri ·
1991 Hiromi Taniguchi ·
1993 Mark Plaatjes ·
1995 Martín Fiz ·
1997 Abel Anton ·
1999 Abel Anton ·
2001 Gezahegne Abera ·
2003 Jaouad Gharib ·
2005 Jaouad Gharib ·
2007 Luke Kibet ·
2009 Abel Kirui ·
2011 Abel Kirui ·
2013 Stephen Kiprotich ·
2015 Ghirmay Ghebreslassie ·
2017 Geoffrey Kirui ·
2019 Lelisa Desisa ·
2022 Tamirat Tola ·
2023 Victor Kiplangat
- Biblioteca Nacional de España: XX1677393
- World Athletics: 14166540
- International Standard Name Identifier: 0000 0000 3606 180X
- Library of Congress Control Number: n2004097891
- Virtual International Authority File: 51084084
- WorldCat: E39PBJccbvc8466wkDBVtmGvHC